# Microlenecamptus signatus
Microlenecamptus signatus es una especie de escarabajo longicornio del género Microlenecamptus, tribu Dorcaschematini, orden Coleoptera. Fue descrita científicamente por Aurivillius en 1914.
El período de vuelo ocurre durante el mes de mayo.

## Descripción
Mide 7,5-13 milímetros de longitud.

## Distribución
Se distribuye por China, India, Laos, Birmania, Tailandia y Vietnam.